# Shaun Byrne
Shaun Byrne (Kirkcaldy, 9 giugno 1993) è un calciatore scozzese, centrocampista del Raith Rovers in prestito dal Dundee.

## Palmarès

### Club

#### Competizioni nazionali
- Scottish League One: 2

Dunfermline Athletic: 2015-2016
Livingston: 2016-2017
- Scottish Championship: 1

Dundee: 2022-2023